# Natalie Cook
Pour les articles homonymes, voir Cook.
Natalie Louise Cook est une joueuse professionnelle australienne de volley sur plage (beach-volley) née le 19 janvier 1975 à Townsville. Elle est médaillée de bronze aux Jeux olympiques d'été de 1996 et championne olympique lors de l'édition suivante, aux Jeux olympiques d'été de 2000.

## Carrière

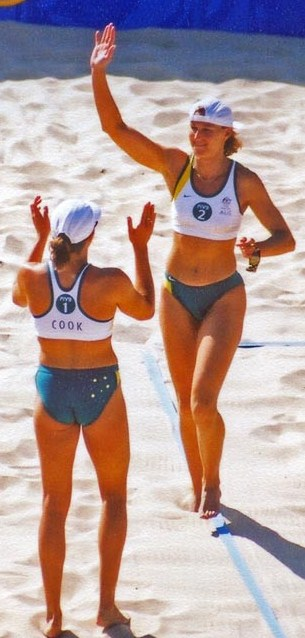
Natalie Cook (à gauche) avec Kerri Pottharst en 2004.

Elle est la partenaire de Kerri Pottharst. Avec celle-ci, elle remporte une médaille de bronze au cours des Jeux olympiques de 1996, à Atlanta et la médaille d'or lors de l'édition de 2000 à Sydney aux épreuves de beach-volley. Depuis 2000, les deux joueuses ne sont plus partenaires. Elles sont les deux seules australiennes médaillées aux Jeux olympiques en beach-volley. 
Aux Jeux olympiques de 2004 à Athènes avec Nicole Sanderson, elle prend la quatrième place du tournoi. En 2008 à Pékin, son parcours s'arrête en quarts de finale alors qu'elle est associée à Tamsin Barnett.

Elle est médaillée de bronze aux Championnats d'Asie de beach-volley en 2011 avec Tamsin Hinchley.

## Vie personnelle
Elle est mariée à la joueuse de beach volley Sarah Maxwell (de).